# Ruggero Grieco

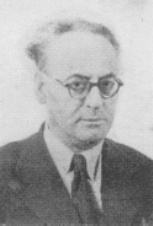
Ruggero Grieco

Ruggero Grieco in un comizio del 16 luglio 1955, giorno in cui ebbe il malore che lo portò alla morte.

Ruggero Grieco (Foggia, 19 agosto 1893 – Massa Lombarda, 23 luglio 1955) è stato un politico e antifascista italiano.

## Biografia
A sette anni rimase orfano di padre, impiegato postale; la famiglia essendo priva di risorse, lo mandò nel Convitto di Spoleto dove rimase fino al diploma di agronomo ottenuto con il massimo dei voti nel 1912. Frequentò con assiduità la sezione locale del Partito socialista e si appassionò alla lettura degli scritti di Mazzini e dei classici del movimento operaio.  
Lasciato il convitto continuò gli studi a Portici, entrò in contatto con l'ambiente socialista partenopeo e con Amadeo Bordiga; nel 1912 s'iscrisse al Partito Socialista Italiano. La morte della madre nel 1913 lo espose a difficoltà economiche che lo costrinsero a lasciare gli studi e a trasferirsi a Roma, dove trovò lavoro nella pubblicistica letteraria e artistica. Prese parte come sottotenente alla prima guerra mondiale. Nel 1920 entrò nella segreteria nazionale del PSI.
Fu tra i fondatori, nel 1921, del Partito Comunista d'Italia partecipando attivamente, come componente della frazione capeggiata da Bordiga, alla scissione di Livorno. Entrò infatti nel primo Comitato Centrale del PCd'I. Abbandonate, dopo qualche anno, le posizioni di Bordiga, si schierò con Antonio Gramsci, con cui collaborò a l'Ordine Nuovo, e che gli affidò il compito di organizzare la sezione agraria e, insieme a Giuseppe Di Vittorio, fondò l'Associazione di difesa dei contadini poveri. Si candidò alla Camera nel 1924, nelle elezioni vinte dal partito fascista, e in novembre subentrò come deputato.
Alla fine del 1926 si rifugiò in Svizzera. Nell'ottobre 1927 fu condannato in contumacia dal tribunale speciale a 17 anni di carcere.
Divenuto uno dei più influenti dirigenti del Partito comunista, dalla seconda metà del 1934 alla primavera del 1938, visti anche gli incarichi di Palmiro Togliatti nell'Internazionale Comunista che lo facevano soggiornare quasi costantemente a Mosca, prese in mano le redini del PCd'I, sostituendo Togliatti nel 1934 nella carica di segretario generale del partito. La sua guida fu soprattutto incentrata sulla costruzione del fronte antifascista, rompendo così con la precedente teoria del socialfascismo. Fu sotto la sua direzione che il Partito Comunista portò avanti la politica della "riconciliazione nazionale",  tramite il noto e controverso manifesto Appello ai fratelli in camicia nera del 1936, ufficialmente denominato Per la salvezza d'Italia riconciliazione del popolo italiano, e per questo fu attaccato dall'Internazionale comunista. Restò segretario del partito fino al 1938, quando da Mosca fu inviato come commissario Giuseppe Berti, che in aprile lo sostituì.
Egli sviluppò una grande azione unitaria delle forze antifasciste che pose le premesse della unità nazionale che avrebbe poi avuto piena realizzazione nella Resistenza. Nel 1940 lasciò Parigi e fu chiamato a Mosca. Tornato in Italia nel 1944, diresse la sezione propaganda del Partito Comunista Italiano. Nel gennaio 1945 fu nominato dal governo Bonomi III Alto commissario aggiunto per l'epurazione, che lasciò quando entrò nel settembre nella Consulta nazionale. Da quel momento si occupò della politica agraria del PCI.
Eletto nell'Assemblea costituente nel 1946, nella Repubblica Italiana fu tra i senatori di diritto nel 1948, mentre nel 1953 fu eletto senatore, e lo restò fino alla morte, avvenuta a causa di un infarto nel 1955 durante un comizio a Massa Lombarda, all'indomani della fondazione dell'Alleanza nazionale dei contadini.